# Opération Speedy Express

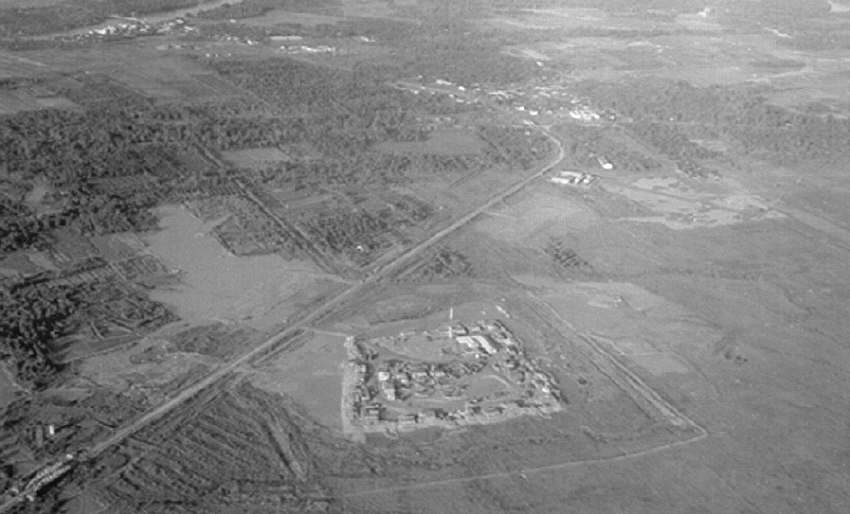
Photo aérienne d'une base américaine pendant l'opération Speedy Express

L'opération Speedy Express est une opération militaire américaine controversée de la guerre du Viêt Nam menée dans les provinces de Bến Tre et de Vĩnh Bình dans la région du delta du Mékong entre décembre 1968 et mai 1969.
L'opération, commandée par Julian Ewell (en), fait partie d'un effort de l'armée américaine de pacification de la région contre le Front national de libération du Sud Viêt Nam (FNL ou Việt Cộng). L'armée américaine cherche à couper les lignes de communication du FNL et à leur empêcher l'utilisation des  bases de la zone en utilisant des tactiques de répression brutales.
L'opération combinée au sol et dans les airs entraîne une dizaine de milliers de morts dont au moins une moitié de civils.